# Vera Bohle
Vera Bohle (* 1969 in Recklinghausen) ist eine deutsche Minenräumerin in Krisengebieten.

## Leben
Vera Bohle studierte Theater-, Film- und Fernsehwissenschaften, Politik und Geografie an der Universität Köln. Danach arbeitete sie als Journalistin und Filmeditorin.
Aufgrund persönlicher Eindrücke, unter anderem nach einer Reise durch Mosambik, wechselte sie mit 29 Jahren den Beruf und ging zur Sprengschule Dresden, um sich in Kampfmittelräumung ausbilden zu lassen. Anschließend nahm sie an mehreren Einsätzen in Krisengebieten in Afrika, Asien und auf dem Balkan teil. Über ihre Erlebnisse berichtete sie im 2004 erschienenen Buch Mein Leben als Minenräumerin. 
Seit 2003 widmet sich Vera Bohle vorwiegend politischer Arbeit. Sie ist tätig am Genfer Internationalen Zentrum für Humanitäre Minenräumung GICHD. Bohle ist Schirmherrin der Kampagne „Frieden gestalten – Zukunft gewinnen“ des Evangelischen Missionswerks.

## Auszeichnungen
- 2002 erhielt Vera Bohle das Bundesverdienstkreuz.
- 2005 wurde sie mit dem ersten Soroptimist Peace Prize ausgezeichnet, der an Frauen verliehen wird, die sich in besonderem Maße für den Frieden engagieren.

## Werke
- Mein Leben als Minenräumerin. Fischer-Taschenbuch-Verlag, Frankfurt am Main 2005, ISBN 3-596-16690-X.
  - Übersetzungen in Französisch und Niederländisch.